# Политические партии Сент-Люсии
Здесь представлен список политических партий Сент-Люсии.
В Сент-Люсии действует двухпартийная система, что означает, что в стране есть две основных партии.

## Партии

### Основные
| Наименование                    | Год основания | Идеология                             | Лидер          | Мест в сенате | Мест в Палате собрания |
| ------------------------------- | ------------- | ------------------------------------- | -------------- | ------------- | ---------------------- |
| Лейбористская партия Сент-Люсии | 1950          | Социал-демократия                     | Филип Пьер     | 6 из 11       | 13 из 17               |
| Объединённая рабочая партия     | 1964          | Христианская демократия, Консерватизм | Аллен Частанет | 3 из 11       | 2 из 17                |

### Второстепенные
- Национальная партия зелёных[1]

### Упразднённые
- Люсианская партия зелёных[2]
- Люсианское народное движение[2]
- Национальный альянс[англ.]
- Национальное движение за развитие[2]
- Народная прогрессивная партия[англ.]
- Партия свободы[англ.]
- Sou Tout Apwe Fete Fini[англ.]